# Erik Valeur (journalist)
 Der er flere personer med dette navn, se Erik Valeur (embedsmand).
Erik Viggo Valeur (født 2. september 1955 i København) er en dansk journalist, forfatter og mediekommentator.
Valeur begyndte sin journalistiske karriere på Berlingske Tidende sidst i 1970'erne. I 1985 etablerede han sammen med to kolleger Månedsbladet Press. Efter tiden på Press kom han til DR, hvor han senest har været leder af Dokumentargruppen på P1. Han er desuden en flittig mediekommentator i bl.a. Politiken og Jyllands-Posten.
I 1994 modtog han Kryger-prisen, som han sammen med den øvrige redaktion på DR's Refleks fik igen i 1999. Sammen med Christian Nordkap og Lars Rugaard fik han i 1995 Cavlingprisen for at have dækket begivenhederne og de efterfølgende undersøgelser af 18. maj-urolighederne på Nørrebro efter folkeafstemningen om Edinburgh-aftalen.
Sammen med flere andre var han i 2002 redaktør på Magtens Bog, der handler om politiske skandalesager, bl.a. AOF-sagen, personalesagerne i Randers Kommune under Keld Hüttel og Øresundsforbindelsen. I forbindelse med bogen lavede forfatterne en udstilling over de centrale dokumenter, kaldet Dansk forvaltningskunst. Flere af værkerne er i dag ophængt på Institut for Statskundskab på Syddansk Universitet.
I 2011 modtog Erik Valeur Danske Banks Debutantpris for sin roman Det syvende barn, og den indbragte ham også DR Romanprisen 2012 samt Harald Mogensen-prisen og Det Skandinaviske Kriminalselskabs Glasnøglen 2012 for den bedste nordiske spændingsroman.
Romanen var i flere år en af de bedst sælgende bøger i Danmark. I 2014 udkom oversættelsen af Det syvende barn under titlen The Seventh Child.